# Alexandre Burger

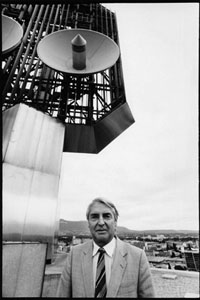
Alexandre Burger, Foto von Erling Mandelmann, 1982.

Alexandre Burger (* 1920 in Bussigny; † 10. Februar 2009 in Genf) war ein Schweizer Journalist.
Burger war von 1955 bis 1958 Chefredakteur des L’Ordre professionnel, berichtete in der Télévision suisse romande als Kommentator die Schweizer Armee, speziell deren Fliegerei. 1958 stellte ihn René Schenker als festen Mitarbeiter an. Zu Beginn war Burger Animator und Journalist gleichzeitig in einer Person. Ab 1959 produzierte er die Sendung Continents sans visa und war auch, ab 1958, für die Medizinsendungen Progrès de la médecine mit Jean-Claude Diserens verantwortlich. 1965 wurde er zum Chef des Informationsdepartements ernannt, und fünf Jahre später wurde er Co-Direktor der Télévision Suisse Romande. Ab 1973 und bis er mit 62 Jahren in Rente ging, leitete er Programme des Senders (so z. B. die Sendung Table ouverte).